# Sigvard Ericsson
Pour les articles homonymes, voir Ericsson (homonymie).
John Sigvard Ericsson, dit Sigge Ericsson (né le 17 juillet 1930 à Strömsund et mort le 2 novembre 2019), est un patineur de vitesse suédois. 
Il gagne deux médailles olympiques en 1956 et onze titres nationaux dans les années 1950.

## Palmarès

### Jeux olympiques d'hiver
- Jeux olympiques d'hiver de 1956 à Cortina d'Ampezzo,  Italie
  -  Médaille d'or du 10 000 mètres
  -  Médaille d'argent du 5 000 mètres

### Championnats du monde
- Médaille d'or en 1955

### Championnats d'Europe
- Médaille d'or en 1955
- Médaille de bronze en 1954
- Médaille de bronze en 1956

### Championnats de Suède
- Champion de Suède du 1 500 mètres en 1954, 1955 et 1956
- Champion de Suède du 5 000 mètres en 1953, 1954, 1955 et 1956
- Champion de Suède du 1 000 mètres en 1952, 1954, 1955 et 1956